# Gyre

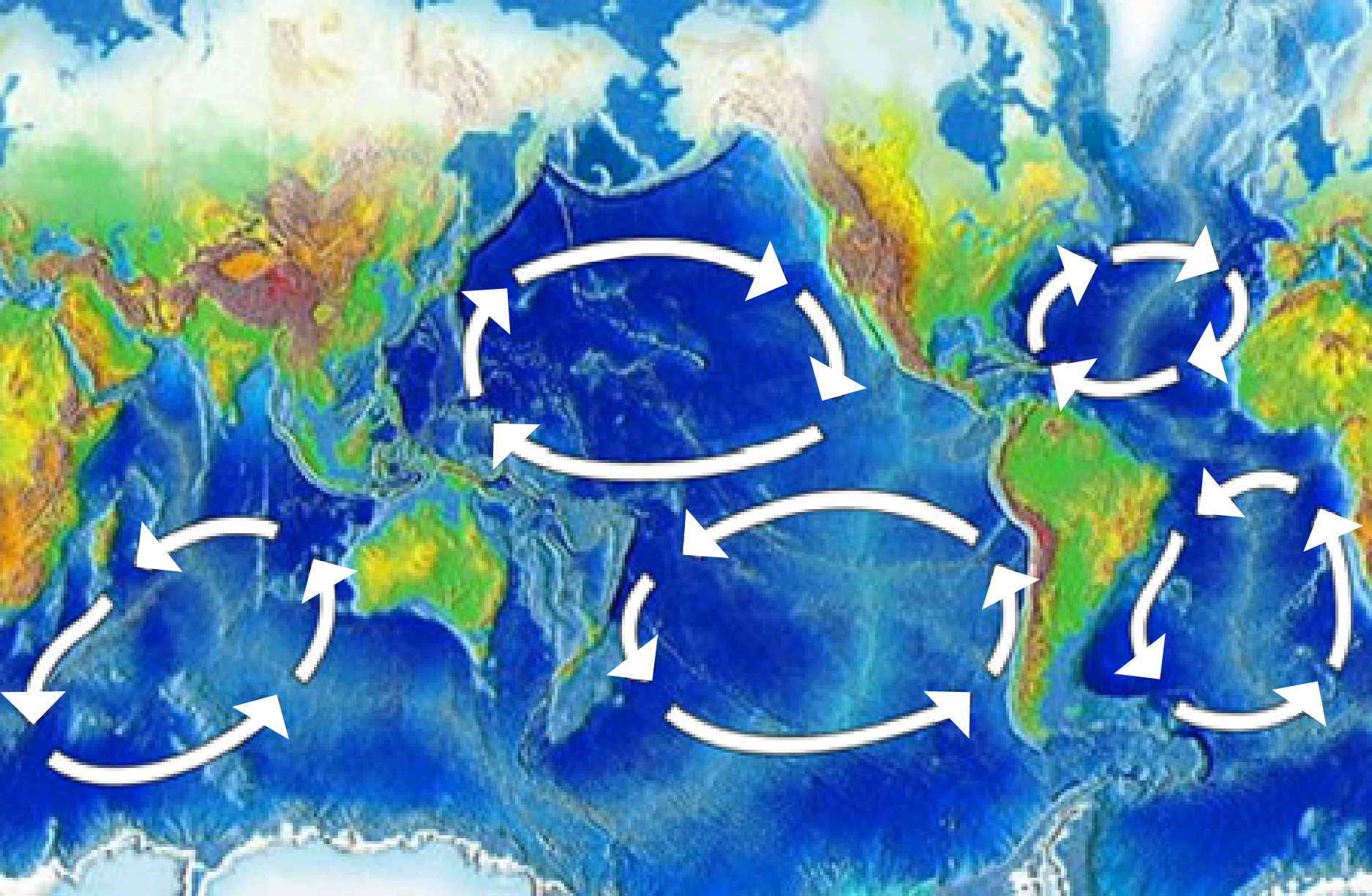
De vijf grote gyres. Linksonder Indische Oceaan, midden Grote Oceaan, rechts Atlantische Oceaan

Een gyre is een ringvormige zeestroming die ontstaat door de balans tussen het corioliseffect en de gradiëntstroom. Deze gebalanceerde stroming, parallel aan de isobaren en haaks op de drukgradiënt, wordt ook wel 'quasigeostrofische stroming' genoemd.
In de gyres hoopt zeeafval zich op in een plasticsoep.

## Algemeen
Zowel in de Atlantische als Grote Oceaan bevinden zich twee grote gyres. Eén gyre in de subtropische zone met een centrum rondom de 30° noorderbreedte, en een tweede gyre in de subtropische zone met een centrum rond 30° zuiderbreedte. De subtropische gyres op het noordelijk halfrond bewegen met de klok mee, die op het zuidelijk halfrond tegen de klok in. Deze vier stromen worden ook wel aangeduid als: de Noord-Atlantische, Zuid-Atlantische, Noord-Pacifische en Zuid-Pacifische gyres. Elke gyre wordt aan de vier zijden (noord, oost, zuid en west) begrensd door grote zeestromingen, ook wel grensstromen genoemd. Op het zuidelijk halfrond bevindt zich ten slotte de vijfde grote gyre: die van de Indische Oceaan. Ten slotte komen er enkele gyres voor in subpolaire zones op hogere breedtes (60° graden) in de noordelijke Atlantische en Grote Oceaan, en rondom de zuidelijk pool (Antarctica).

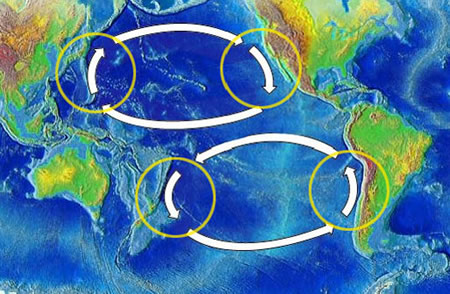
De twee westelijke en oostelijke grensstromen van de Noord-Pacifische en Zuid-Pacifische gyre

## Overzicht

### Subtropische gyres
- Subtropische gyre in de noordelijke Atlantische Oceaan (Noord-Atlantische gyre). Deze wordt begrensd door de Noord-Atlantische stroom in het noorden, de Canarische stroom in het oosten, de Atlantische Noordequatoriale stroom in het zuiden en de Golfstroom in het westen. Bevat de Sargassozee.
- Subtropische gyre in de noordelijke Grote Oceaan (Noord-Pacifische gyre), begrensd door de Noordpacifische stroom in het noorden, de Californische stroom in het oosten, de Pacifische Noordequatoriale stroom in het zuiden, en de Kuroshiostroom in het westen. Deze ringstroom is berucht geworden door het verzamelde drijfvuil zoals plastic, en staat daarom ook wel bekend als de plasticsoep.
- Subtropische gyre in de zuidelijke Atlantische Oceaan (Zuid-Atlantische gyre)
- Subtropische gyre in de zuidelijke Grote Oceaan (Zuid-Pacifische gyre)
- Subtropische gyre in de Indische Oceaan (Indische Oceaan-gyre)

### Subpolaire gyres
- Subpolaire gyres in de noordelijke Atlantische en Grote Oceaan (o.a. Alaska-gyre en Beaufort-gyre).
- Subpolaire gyres in de zuidelijke oceanen rondom Antarctica (Antarctische circumpolaire stroom) en de Antarctische gyres (Rossgyre en Weddellgyre).

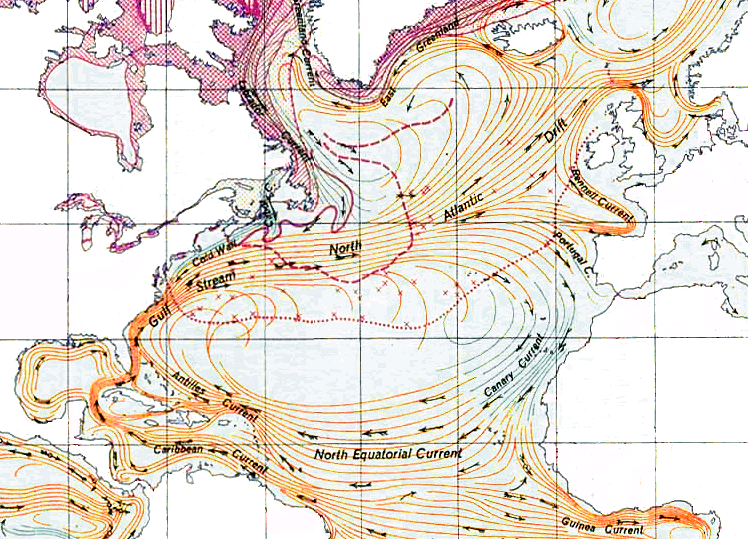
De Noord-Atlantische gyre in detail

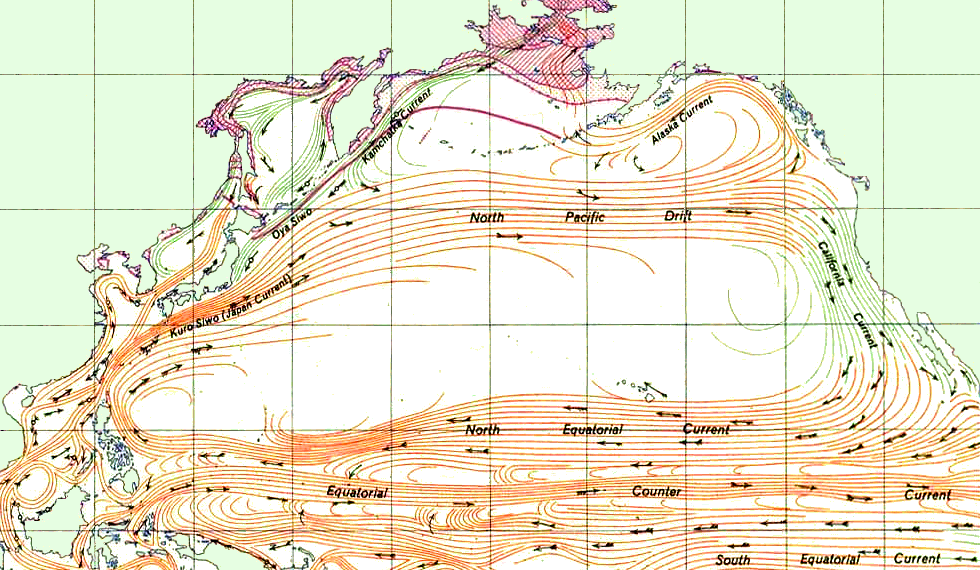
De Noord-Pacifische gyre in detail

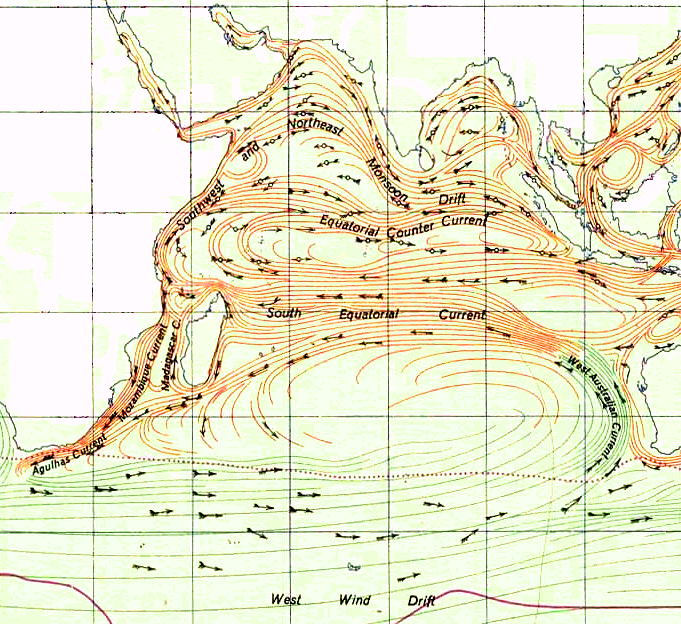
De Indische Oceaan gyre in detail

## Dynamiek

### Corioliseffect
Een gyre is een driftstroom: een zeestroom die door de wind wordt gedreven. Grote driftstromen in de subtropische zones staan onder invloed van heersende westelijke winden aan de noordzijde van de gyre en oostelijke passaatwinden aan de zuidzijde van de gyre (dus dichter bij de evenaar). Deze veroorzaken wrijvingsstromen van het wateroppervlak, die door het corioliseffect een afwijking van 20-45° naar rechts hebben. Het corioliseffect of de corioliskracht is een gevolg van de aardrotatie, en is het sterkst in de buurt van de Noordpool en het zwakst rondom de evenaar. Het heeft dus tot gevolg dat de zeestroom naar het centrum van de gyre wordt afgebogen. In het centrum van de gyre ontstaat vervolgens door de stuwing van de watermassa’s een verhoogde waterdruk. De overdruk van de watermassa’s in het centrum heeft weer een uitstroming van het water tot gevolg in de richting van de evenaar. Dit vindt vooral plaats in de bovenste lagen (1000-2000 meter) van de oceaan. Het koude water van de polen stroomt dus via de oostelijke grensstroom terug naar de evenaar, en het warme water van de evenaar stroomt via de westelijke grensstroom naar de polen.

### Westelijke en oostelijke grensstromingen
Het corioliseffect doet zich ook gelden bij de oceaanstromingen die het westen en oosten van de ringstroom afgrenzen. De zeestromen in het westen (die naar het noorden lopen) zijn relatief smal en snelstromend, de zeestromen in het oosten (die naar het zuiden lopen) breder en langzaam stromend. De Noord-Atlantische gyre wordt bijvoorbeeld in het westen door de sterke en nauwe Golfstroom, en in het oosten door de zwakke en brede Canarische stroom begrensd. In de Noordpacifische gyre zijn dit de Kuroshiostroom in het westen, en de Californische stroom in het oosten. Hetzelfde verschijnsel doet zich voor in de grensstromen van de gyres in het zuidelijke halfrond, de Zuid-Atlantische en Zuid-Pacifische gyres.

### Subpolaire gyres
De zeestromen van de twee kleinere subpolaire gyres op het noordelijke halfrond bewegen zich tegen de wijzers van de klok in, rondom een lagedrukgebied. Het oppervlaktewater stroomt hierdoor weg vanuit het centrum van de gyre. Dit zet het zogeheten ekmantransport in beweging: een opwelling van voedselrijk en koud water vanuit grotere dieptes. De Antarctische subpolaire stroom drijft het koude water weg van de Zuidpool, waardoor de ijskap permanent is. Deze zeer krachtige en grote stroom verbindt de Grote, Atlantische en Indische Oceaan, zonder door landmassa's te worden onderbroken. De stroom van de kleinere Weddell- en Rossgyre (Antarctische gyres) beweegt met de wijzer van de klok mee.